# Hurst Point Lighthouse
Hurst Point Lighthouse ist ein Leuchtturm (englisch Lighthouse) auf Hurst Spit, einer Landzunge in der englischen Grafschaft Hampshire. Er markiert mit dem Needles Lighthouse die westliche Einfahrt in den Solent, eine Meerenge an der Südküste Englands.

## Geschichte
Obwohl es bereits 1733 ein Leuchtfeuer an diesem Ort gegeben haben soll, beginnen die Aufzeichnungen von Trinity House erst 1781, als Kaufleute und Reeder mit einer Petition den Bau von Leuchttürmen in diesem Küstenabschnitt angeregt haben. Der Auftrag zum Bau von drei Leuchttürmen (Hurst Point, St. Catherine’s Point und Needles) wurde jedoch erst 1785 vergeben.
Der erste Leuchtturm entstand auf dem südwestlichen Flügel des Hurst Castle und ging am 29. September 1786 in Betrieb. Da das Leuchtfeuer aber aus einigen Richtungen verdeckt war, wurde 1812 ein zusätzliches Oberfeuer als Richtfeuerlinie errichtet.

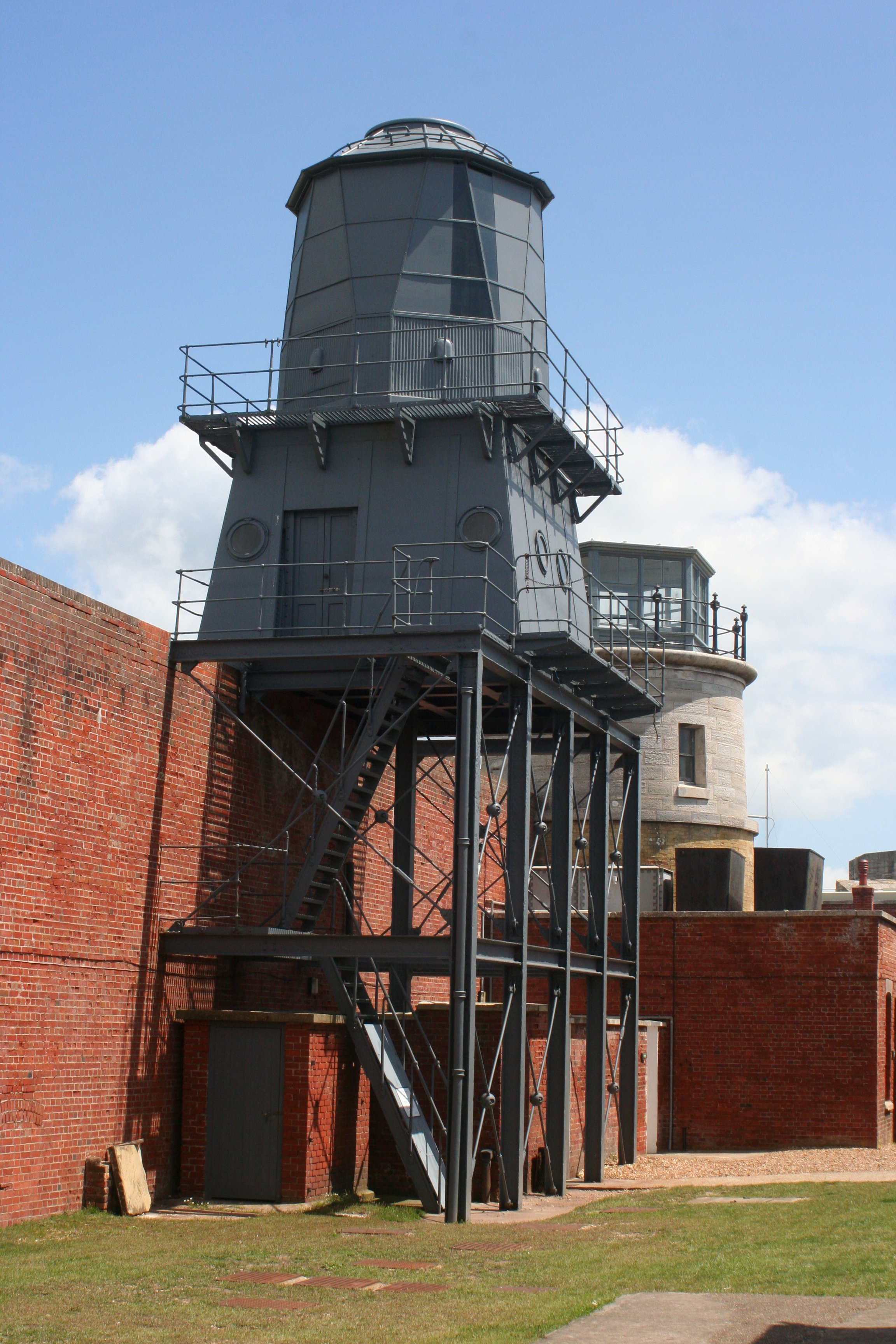
Die beiden Unterfeuer von 1866 und 1911.

Die 1865 begonnene Erweiterung des Hurst Castle machte den Bau eines neuen Unterfeuers erforderlich. Es stand von 1866 bis 1911 auf einem runden Granitturm und von 1911 bis 1997 auf einer Stahlkonstruktion.
Das Oberfeuer von 1812 wurde 1867 durch einen freistehenden und 26 Meter hohen Turm aus Mauerwerk, dem heutigen Leuchtturm, ersetzt. Das Leuchtfeuer mit einer Fresnel-Linse erster Ordnung wurde bereits 1923 automatisiert und wird jetzt vom Trinity House Hauptquartier in Harwich überwacht. Im Rahmen einer umfangreichen Modernisierung erhielt der Turm 1997 ein zusätzliches Leitfeuer. Es ging im Juli in Betrieb. Das bisherige Unterfeuer wurde daraufhin gelöscht und zur Vermeidung von Verwechslungen grau gestrichen.
Seit 1974 wird der Leuchtturm als Grade-II-Monument in der Statutory List of Buildings of Special Architectural or Historic Interest geführt.

## Trivia
1978 diente der Turm als Drehort für mehrere Folgen der Serie Fünf Freunde.